# Illo Schieder
Illo Schieder, geb. als Ilse-Lotte Dissmann (* 18. Dezember 1922 in Essen; † 16. März 2004), war eine deutsche Schlagersängerin, die vor allem in den 1950er und 1960er Jahren bekannt war.

## Leben
Illo Schieder wuchs in Essen als Tochter des Fabrikbesitzers Friedrich Dissmann und dessen Ehefrau Else auf. Mit 19 Jahren fuhr sie nach Salzburg, um am Mozarteum zu studieren. Sie wollte Opernsängerin werden und bestand auch die Aufnahmeprüfung. Ihr Ziel, ein Star an der Metropolitan Opera New York zu werden, konnte sie durch den Zweiten Weltkrieg nicht Wirklichkeit werden lassen. Enttäuscht kehrte sie nach Essen zurück, lernte ihren Ehemann Ernst Schieder kennen, den sie 1946 heiratete, doch bereits 1948 wieder verließ. Nach einem Sportunfall 1950 bezog sie eine Wohnung in München. Dort trat sie in Kneipen auf, wo sie ein breites Musik-Spektrum zum Besten gab.
Im Jahr 1954 wurde Herbert Beckh auf sie aufmerksam, nahm mit ihr zwei Titel auf, die alsbald auch im Bayerischen Rundfunk gesendet wurden. Kurze Zeit später hatte sie ihren Plattenvertrag. Ihre erste Schallplatte Sieben einsame Tage wurde sofort ein Hit. Gleichzeitig stand sie mehrere Male vor der Filmkamera. Sie wirkte unter anderem in Ball im Savoy, Hurra, die Firma kriegt ein Kind oder Besuch aus heiterem Himmel mit.
Schieder nahm 1957 mit dem Lied Was machen die Mädchen in Rio an der deutschen Vorentscheidung zum Eurovision Song Contest teil, erreichte aber nur den vierten und letzten Platz. Im Jahr 1959 hatte sie einen weiteren Erfolg mit Teenager-Mamie und 1962 mit Ich bin rund und gesund, der später als Werbeslogan für eine Miederwarenfabrik verwendet wurde. Sie nahm 1963 mit Siebenundsiebzig Frau’n bei den Deutschen Schlager-Festspielen in Baden-Baden teil, erreichte jedoch nur Platz zehn.
Ende der 1960er-Jahre sang sie neben Schlagern auch Chansons. Anfang der 1970er-Jahre zog sie in ihr Haus in Benidorm, wo sie ein Café eröffnete. Bereits ein Jahr später kehrte sie wieder nach Deutschland zurück, weil sie ihre pflegebedürftige Mutter versorgte, die 1995 starb. Sie zog nach Velen im Münsterland. Dort betrieb Illo Schieder für einige Jahre ein kleines Café, in dem sie auch öfter Lieder- oder Kabarettabende veranstaltete.

## Diskografie

### Alben
- Sieben einsame Tage
- Unerhörte Chansons von Fritz Graßhoff mit der Musik von Bert Grund

### Singles
- 1954: Sieben einsame Tage
- 1955: Wie oft du mich küßt
- 1955: Das wünsch’ ich mir von dir
- 1955: Teddy macht Tanzmusik
- 1955: Mambo Baion
- 1955: Immer wieder Du
- 1955: Mit Dir
- 1956: Freu dich auf Sonntag (deutsche Fassung von Pretty-eyed Baby)
- 1956: Keiner küsst wie Du
- 1956: Mambo Caballero
- 1956: Geh nicht an mir vorbei
- 1958: Sag doch bitte Du zu mir
- 1958: Hejo!
- 1958: Allez-hopp
- 1958: Diese Nacht an fremden Ufern
- 1959: Teenager Mamie
- 1959: So verliebt war ich nie
- 1959: Ein junges Herz
- 1961: San Franzisko
- 1963: Ich bin rund und gesund
- 1963: Karussell d’amour
- 1963: Er nannte mich Madam
- 1965: Glocken der Liebe

## Filmografie (Auswahl)
- 1955: Ball im Savoy
- 1956: Hurra – die Firma hat ein Kind (nur Gesang)
- 1957: Das Glück liegt auf der Straße
- 1959: Besuch aus heiterem Himmel